# Le Spectre du chat
Pour plus de détails, voir Fiche technique et Distribution.
Le Spectre du chat (The Shadow of the Cat) est un thriller britannique réalisé par John Gilling, sorti en 1961.

## Synopsis
En pleine période victorienne, un chat est témoin de l'assassinat de sa maîtresse par les sbires de son époux. Dès lors, il devient un témoin gênant pour ceux qui n'ont qu'un but : dilapider la fortune de cette dernière.

## Fiche technique
- titre original : The Shadow of the Cat
- titre français : Le Spectre du chat
- Réalisateur : John Gilling
- Producteurs : Jon Penington
- Scénariste : George Baxt
- Musique : Mikis Theodorakis
- Photographie : Arthur Grant
- Montage : John Pomeroy
- Création des décors : Bernard Robinson
- Supervision des costumes : Molly Arbuthnot
- Effets spéciaux : Les Bowie
- Compagnies de production : BHP - Hammer films Productions
- Compagnie de distribution : Rank Film Distributors
- Nationalité :  Royaume-Uni
- Sortie en 1961
- Langue : Anglais Mono (RCA Sound Recording)
- Image : Noir et blanc
- Ratio écran : 1.37:1
- Format négatif : 35 mm
- Durée : 79 minutes

## Distribution
- André Morell : Walter Venable
- Barbara Shelley : Beth Venable
- William Lucas : Jacob Venable
- Freda Jackson : Clara, la servante
- Conrad Phillips : Michael Latimer
- Richard Warner : Edgar Venable
- Vanda Godsell : Louise Venable
- Alan Wheatley : inspecteur Rowles
- Andrew Crawford : Andrew le majordome
- Kynaston Reeves : le grand père
- Catherine Lacey : Ella Venable